# Bathylagoides wesethi
Bathylagoides wesethi är en fiskart som först beskrevs av Bolin, 1938.  Bathylagoides wesethi ingår i släktet Bathylagoides och familjen Bathylagidae. Inga underarter finns listade.